# Лувуа, Камиль Летелье де

Герб рода Ле Телье

Ками́ль Летелье́ де Лувуа́ (фр. Camille le Tellier de Louvois; родился 11 апреля 1675 года, Париж, Франция — умер 5 ноября 1718 года, там же) — французский священнослужитель. Член Французской академии (кресло № 4) в 1706—1718 годах, член Французской академии наук и Академии надписей и изящной словесности.

## Биография
Сын государственного секретаря Франсуа-Мишеля Летелье, маркиза де Лувуа, и Анн де Сувре, маркизы де Куртанво. Был внуком государственного секретаря и военного министра времён правления Людовика XIV Мишелю Летелье. Будучи представителем аристократической семьи, с девятилетнего возраста наследовал ряд важных и престижных должностей.
Изучал богословие в Сорбонне, где в 1700 году получил докторскую степень. После был куратором Королевской библиотеки, смотрителем Кабинета медалей. Позднее Камиль получил назначение генерального викария в архиепархии Реймса.
В 1699 году Летелье стал членом Французской академии наук, а спустя шесть лет, в 1705 году, — Академии надписей и изящной словесности. Начиная с 1706 года вплоть до своей смерти Камиль являлся членом Французской академии (кресло № 4). В 1717 году ему было предложено возглавить епископство Клермонта в Оверни, от которого он отказался по состоянию здоровья; его подозревали в принадлежности к янсенизму.
Летелье умер от почечнокаменной болезни 5 ноября 1718 года в Париже.